# Plopiș
Plopiș is een nederzetting (localitate) in het Roemeense district Sălaj. Het is gesticht in 1227. De stad telt 2765 inwoners (2002), waarvan 61,51% Roemenen, 0,1% Hongaren, 5,64% Roma, 32,58% Slowaken en 0,17% andere nationaliteiten.